# 女優登竜門デビュー
『女優登竜門デビュー』は、2011年4月28日から同年10月27日の間にTBSで毎週木曜26:25-27:00に放送されていた。過去のテレビドラマを放送する番組。BS-TBSで第3土曜日27:30-29:00の間に再放送がされている。
番組表では女優登竜門デビューと表示されるが、正式タイトルは『BS-TBS Début 女優デビューシリーズ』である。

## 概要
この番組の特徴は、過去にBS-TBS（BS-i時代も含む）で放送されたテレビドラマから、若手女優を中心に連続ドラマ初主演作やドラマデビュー作など、デビュー作品を選んで放送する点である。番組冒頭で中江有里によるドラマの紹介がある。
同放送局の製作で類似した番組としてベストドラマ100がある。

## 放送リスト
| 放送回 | 放送日         | 放送されたドラマ                   | 放送話 | サブタイトル                            | 主な出演者 | 再放送※ |
| ------ | -------------- | ---------------------------------- | ------ | --------------------------------------- | ---------- | ------- |
| 1      | 2011年4月28日  | 恋する日曜日（ファーストシリーズ） | 第16話 | 電車                                    | 堀北真希   |         |
| 2      | 2011年5月5日   | ケータイ刑事 銭形愛                | 第1話  | 消えた死体の謎 〜トップモデル殺人事件〜 | 宮﨑あおい |         |
| 3      | 2011年5月12日  | 恋する日曜日（セカンドシリーズ）   | 第16話 | 夏の記憶                                | 北乃きい   | ◯       |
| 4      | 2011年5月19日  | 恋する日曜日 ニュータイプ          | 第1話  | 超能力者集まれ!                         | 南沢奈央   | ◯       |
| 5      | 2011年5月26日  | 恋する日曜日（サードシリーズ）     | 第8話  | はじめての恋（前編）                    | 松元環季   | ◯       |
| 6      | 2011年6月2日   | 恋する日曜日（サードシリーズ）     | 第9話  | はじめての恋（後編）                    | 松元環季   | ◯       |
| 7      | 2011年6月9日   | 恋する日曜日（サードシリーズ）     | 第10話 | 41歳の春                                | 金剛地武志 | ◯       |
| 8      | 2011年6月16日  | 恋する日曜日（サードシリーズ）     | 第12話 | 卒業〜春の嘘（前編）                    | 水沢エレナ | ◯       |
| 9      | 2011年7月7日   | 恋する日曜日（サードシリーズ）     | 第13話 | 卒業〜春の嘘（後編）                    | 水沢エレナ | ◯       |
| 10     | 2011年7月14日  | 恋する日曜日（サードシリーズ）     | 第17話 | 忘れ路の面影                            | 瓜生美咲   | ◯       |
| 11     | 2011年7月21日  | 恋する日曜日（サードシリーズ）     | 第22話 | お引越し                                | 山下リオ   | ◯       |
| 12     | 2011年7月28日  | 68 FILMS                           | 第4話  | 東京危機一髪                            | 多部未華子 |         |
| 12     | 2011年7月28日  | 68 FILMS                           | 第6話  | 臭いものには蓋の日                      | 小出早織   |         |
| 13     | 2011年8月4日   | 東京少女 ショートフィルム道        | 第6話  | TOKYOかしましガールズ                   | 大政絢     | ◯       |
| 13     | 2011年8月4日   | 東京少女 ショートフィルム道        | 第4話  | ヤドカリ少女                            | 桐谷美玲   | ◯       |
| 14     | 2011年8月11日  | 東京少女・セピア編                 | 第5話  | 入れ替わり少女                          | 草刈麻有   |         |
| 15     | 2011年8月18日  | 東京少女 桜庭ななみ                | 第1話  | 恋より大切なこと                        | 桜庭ななみ | ◯       |
| 16     | 2011年8月25日  | 東京少女 岡本杏理                  | 第2話  | 家出のススメ。                          | 岡本杏理   | ◯       |
| 17     | 2011年9月1日   | 東京少女 岡本あずさ                | 第3話  | 吾郎を待ちながら                        | 岡本あずさ |         |
| 18     | 2011年9月8日   | 東京少女 日向千歩                  | 第4話  | エレベーター少女                        | 日向千歩   |         |
| 19     | 2011年9月15日  | 東京少女 福永マリカ                | 第4話  | 大晦日の告白                            | 福永マリカ |         |
| 20     | 2011年9月22日  | 先生道                             |        |                                         |            |         |
| 21     | 2011年9月29日  | Pocky4Sisters～出せない手紙～      |        |                                         |            |         |
| 22     | 2011年10月6日  | さそり                             | 第4話  | けもの道 悪女道 (前編)                  | 水橋貴己   |         |
| 23     | 2011年10月13日 | さそり                             | 第5話  | けもの道 悪女道 (前編)                  | 水橋貴己   |         |
| 24     | 2011年10月20日 | ケータイ刑事 銭形零                | 第1話  | 天才中学生刑事登場                      | 夏帆       |         |
| 25     | 2011年10月27日 | ニコニコ少女                       |        |                                         | 岡崎歩美   |         |

- 日付はTBSにおける初回放送日
- ※BS-TBSで再放送されたもの
- 6月23日、6月30日は放送休止
- 放送時間に変更があり、第2-4回は26:29-、第7回は26:55-、第9回は27:10-、第16回は26:34-、第17回は26:35-である。

## スタッフ
- 制作：BS-TBS、ドリマックス・テレビジョンなど
- プロデューサー: 丹羽多聞アンドリウ
- 番組ナビゲーター:中江有里